# فالح فايز
 فالح فايز  ممثل ومخرج إذاعي ومسرحي قطري بدايته الفنية عام 1968·

## معلومات عن الفنان
- هو فالح فايز خميس السعيد من مواليد الدوحة·
- خريج المعهد العالي للفنون المسرحية (الكويت 84 - 1985)·
- بداية من خلال الفرجان والمعسكرات الكشفية والاندية الصيفية·
- أحد مؤسسي فرقة مسرح السد (1973)·
- أول عمل مسرحي (حرام يامطوع) في أحد البيوت (ام غويلينة) 1968م·
- أول عمل تلفزيوني (سكتش لمسرح السد) (1973 - 1974)·
- تم تكريمة كأحد رواد الحركة المسرحية في الخليج في المهرجان الخليجي العاشر في الكويت 2009 م·

## أعمالة

### المـسرحـيات
- حرام يامطوع
- علتنا فينا
- نادي العزيوبية
- من فوق هالله الله
- خميس في باريس
- السر المكتوم
- المال مال ابونا
- المغني والأميرة
- رحلة جحا إلى جزيرة النزهاء
- نجوم على الرصيف
- منصور قاهر العملاقين
- الحذاء الذهبي
- بودرياة
- وعاد الامل
- ياليل ياليل
- حلم علي بابا
- المتراشقون
- آباء وأبناء
- مقامات بن بحر
- قطار المرح
- يوميات مجنون
- السيارة العجيبة
- أحلام منتصف الوقت
- عيال السيارة العجيبة
- الجمبازي
- موال الفرح والحزن
- زهرة والمارد
- مغرم هل الشوق
- هذيانات مره
- ياهل الشرق
- نورة
- العرض الأخير

### المـسـلـسلات التلفزيونيـة
- أحمد باشا الجزار
- ساهي ولد بوساهي
- زوجة بالكمبيوتر
- مغامرات سعدون
- مركب الهند
- قلعة الشطار
- بنات الفريج
- الناس الطيبين
- فايز التوش
- الزيارة
- اه منك
- صار وش كان
- عفوا سيدي الوالد
- مهموم عايش فرحان
- عيال الفريج (الدوري والكأس)
- جميلة
- عيني يابحر
- بيت المغتني
- نأسف لهذا الخلل
- أحلام البسطاء
- عندما تغني الزهور

### المسلسلات الإذاعيـة
- بعد الصبر
- خليل البخيل
- سعيد ولكن
- آخر صفعة حب
- امس غير اليوم
- تجار المغشر
- سوالف ام سعد
- حلم ام حقيقة

### المسرحيات التي قام باخراجها
- وقفة مع اب
- الجلاد والحرامي
- الثمن
- افتح ياسمسم
- الشرير والاقزام
- تلفزيون المرح
- الطائرة والوحش
- الفرسان
- رحلة الأحلام
- نور في القصر المهجور
- مدينة المحبة
- أميرة والذئاب
- ماباقي الاالزولية
- خرابة خمس نجوم
- الكرسي
- مواويل
- سندريلا وطيور الغابة
- فلة وعروس البحر
- شملان في لبنان
- خيمة العز مخرج منفذ
- مي وغيلان مخرج منفذ
- عيال فريجنا
- قالت شهرزاد
- العرض الأخير
- هالشكل يازعفران
- اللؤلؤة بين الدشة والقفال مخرج منفذ
- قطري 60٪
- مدينة الحكايات

## الوظائف التي عمل بها
- مدرس تربية مسرحية (1985) - (1987)
- رئيس فرقة مسرح السد (1989) - (1990)
- امين مسرح قطر الوطني (1992 - 2000 م)
- مخرج برامج أول باذاعة قطر ومخرج البرنامج الشهير (وطني الحبيب) (2000 - 2007 م)
- خبير إعلامي بالإذاعة حاليا
- رئيس قسم الدراما والنصوص في الإذاعة (الهيئة العامة للإذاعة والتلفزيون) (2004 م - 2008 م)

### المناصب الأخرى
- عضو اللجنة الدائمة لمهرجان المسرحي الخليجي لدول مجلس التعاون
- أكثر من عشر سنوات عضو ادراي بفرقة السد والدوحة
- امين السر العام لفرقة الدوحة المسرحية (2006 م - 2007 م)
- رئيس لجنة اخنيار العروض المسرحية مهرجان الشارقة 2002·
- حاليا. كبير مخرجي الدراما

## المشاركات الخارجية
- المغني والأميرة قدمت بالكويت ومهرجان الحمامات (1978 بأربع مدن تونسية) - ممثل·
- المتراشقون (قرطاج) - 1985 - ممثل·
- مقامات بن بحر (قرطاج) - 1987 - ممثل·
- بودرياة (الكويت - سوريا - المغرب) - 1988 - ممثل.
- الثرثرة (التجريبي) - 1988 - ممثل.
- موال الفرح والحزن (مصر) - 1993 - ممثل.
- حلم شهرزاد (التجريبي) - 1998 - ممثل.
- هذيانات مرة (الأردن) - 2002 - ممثل.
- نورة (الخليجي) الكويت - 2009 - ممثل·